# كاثي ماري بوكانان
كاثي ماري بوكانان (بالإنجليزية: Cathy Marie Buchanan)‏ (23 مايو 1963، نياجارا فولز في كندا)؛ روائية كندية. درست في جامعة ويسترن أونتاريو.